# Contea di Sherman (Kansas)
La contea di Sherman (in inglese Sherman County) è una contea dello Stato del Kansas, negli Stati Uniti. La popolazione al censimento del 2000 era di 6 760 abitanti. Il capoluogo di contea è Goodland.

## Geografia fisica
Secondo lo United States Census Bureau, la contea ha una superficie di 2.740km² di cui 2.2,020 km² è terra (99,99%) e 0,52 km² (0,02%) acque interne.